# Capital City 300 1962
Capital City 200 1962 var ett stockcarlopp ingående i Nascar Grand National Series (nuvarande Nascar Cup Series) som kördes 9 september 1962 på den 0,5 mile (805 meter) långa ovalbanan Atlantic Rural Fairgrounds i Richmond i Virginia. Totalt avverkades 150 miles (241,401 km) fördelat på 300 varv. Banunderlaget var dirt. Loppet vanns av Joe Weatherly i en Pontiac på tiden 2:18.30 körande för Bud Moore Engineering. Weatherlys snitthastighet var 64,981 mph. Han var vid målgång ensam förare på ledarvarvet, ett varv före tvåan Jim Paschal. Prispotten uppgick till 9 135 dollar, varav 2 000 dollar gick till segraren.

## Resultat
| Plc     | Nr | Förare           | Team/ bilägare           | Konstruktör | Start | Varv | Ledda varv |
| ------- | -- | ---------------- | ------------------------ | ----------- | ----- | ---- | ---------- |
| 1       | 8  | Joe Weatherly    | Bud Moore Engineering    | Pontiac     | 2     | 300  | i.u.       |
| 2       | 41 | Jim Paschal      | Petty Enterprises        | Plymouth    | 4     | 299  | i.u.       |
| 3       | 26 | Fred Lorenzen    | Holman Moody             | Ford        | 14    | 296  | i.u.       |
| 4       | 42 | Richard Petty    | Petty Enterprises        | Plymouth    | 9     | 296  | i.u.       |
| 5       | 1  | Rex White        | Rex White                | Chevrolet   | 1     | 294  | i.u.       |
| 6       | 6  | Ned Jarrett      | B.G. Holloway            | Chevrolet   | 6     | 292  | i.u.       |
| 7       | 19 | Melvin Bradley   | Melvin Bradley           | Chevrolet   | 19    | 287  | i.u.       |
| 8       | 49 | Bob Welborn      | J.C. Parker              | Pontiac     | 16    | 282  | i.u.       |
| 9       | 00 | Dick Getty       | Dick Getty               | Chevrolet   | 24    | 281  | i.u.       |
| 10      | 54 | Jimmy Pardue     | Jimmy Pardue             | Pontiac     | 12    | 277  | i.u.       |
| 11      | 35 | Ray Hendrick     | i.u.                     | Pontiac     | 8     | 276  | i.u.       |
| 12      | 62 | Curtis Crider    | Curtis Crider            | Mercury     | 15    | 270  | i.u.       |
| 13      | 36 | Larry Thomas     | Wade Younts              | Dodge       | 18    | 269  | i.u.       |
| 14      | 48 | G.C. Spencer     | GC Spencer Racing        | Chevrolet   | 3     | 269  | i.u.       |
| 15      | 98 | Bill Dennis      | i.u.                     | Chevrolet   | 21    | 268  | i.u.       |
| 16      | 2  | Bill Foster      | Cliff Stewart Racing     | Pontiac     | 17    | 257  | i.u.       |
| 17      | 22 | Fireball Roberts | Jim Stephens             | Pontiac     | 10    | 256  | i.u.       |
| 18      | 19 | Herman Beam      | Herman Beam              | Ford        | 25    | 254  | i.u.       |
| 19      | 17 | Fred Harb        | Fred Harb                | Ford        | 20    | 246  | i.u.       |
| 20      | 31 | Al White         | Al White                 | Ford        | 28    | 233  | i.u.       |
| 21      | 34 | Wendell Scott    | Scott Racing             | Chevrolet   | 32    | 220  | i.u.       |
| 22      | 1  | George Green     | Jess Potteer             | Chevrolet   | 33    | 220  | i.u.       |
| 23      | 5  | Jim Bray         | i.u.                     | Ford        | 29    | 204  | i.u.       |
| 24      | 20 | Emanuel Zervakis | Emanuel Zervakis         | Mercury     | 5     | 190  | i.u.       |
| 25      | 91 | Gary Sain        | Bob Osiecki              | Dodge       | 11    | 173  | i.u.       |
| 26      | 79 | T.C. Hunt        | Ralph Smith              | Chevrolet   | 27    | 138  | i.u.       |
| 27      | 50 | Bobby Waddell    | Bobby Waddell            | Dodge       | 31    | 80   | i.u.       |
| 28      | 63 | Runt Harris      | Curtis Crider            | Mercury     | 26    | 76   | i.u.       |
| 29      | 47 | Jack Smith       | Jack Smith               | Pontiac     | 13    | 50   | i.u.       |
| 30      | 87 | Buck Baker       | Buck Baker Racing        | Chrysler    | 22    | 47   | i.u.       |
| 31      | 7  | Bill Champion    | i.u.                     | Ford        | 23    | 40   | i.u.       |
| 32      | 64 | Elmo Langley     | Langley-Woodfield Racing | Ford        | 7     | 24   | i.u.       |
| 33      | 66 | Larry Frank      | Ratus Walters            | Ford        | 30    | 2    | i.u.       |
| Källor: |    |                  |                          |             |       |      |            |